# سیارک ۴۶۷۹
سیارک ۴۶۷۹ (به انگلیسی: 4679 Sybil، نامگذاری:1990TR4) چهار هزار و ششصد و هفتاد و نهمین سیارک کشف شده‌است که در ۹ اکتبر ۱۹۹۰ کشف شد.
قدر مطلق سیارک برابر ۱۱٫۷۰ است.